# Watertoren (Rhenen)
De watertoren in Rhenen of Watertoren De Koerheuvel is ontworpen door architect H. van Hoogdalem en is gebouwd in 1935. De toren staat aan de Koerheuvelweg op een heuvel van ongeveer 51 meter, de Koerheuvel. De toren zelf telt negen verdiepingen en heeft een hoogte van 42,7 meter. De toren is als watertoren in gebruik geweest van 8 mei 1937 tot 1 september 1989.
In de toren bevond zich één waterreservoir met een inhoud van 600 m³. In de watertoren was hotel Koerheuvel gevestigd.
Op 9 december 1994 is de toren in gebruik genomen als appartementencomplex. Aan de toren is een aantal rijtjeshuizen gebouwd.